# Ендрік Феліпе
Ендрік Феліпе Морейра де Соуза (порт. Endrick Felipe Moreira de Sousa; 21 липня 2006 року), відомий як Ендрік Феліпе або просто Ендрік — бразильський футболіст, нападник іспанського клубу «Реал Мадрид».

## Ранні роки
Ендрік народився в Тагуатінга. Почав грати у футбол у віці чотирьох років. Його батько Дуглас Соуза публікував голи сина на YouTube і шукав зацікавлених ним серед великих бразильських клубів. Ендрік заприсягся стати професійним футболістом, щоб допомогти своїй сім'ї, після того, як його батько не міг його прогодувати. Його батько був безробітним, перш ніж отримати в роботу прибиральника в футбольному клубі Палмейрас.

## Клубна кар'єра

### Палмейрас
Ендрік спершу ледь не підписав контракт з «Сан-Паулу», але потім приєднався до юнацької команди «Палмейраса» у віці 11 років. За п'ять років він забив 165 голів у 169 іграх юнацьких команд «Палмейраса». Феліпе брав участь у Кубку Сан-Паулу з футболу серед юніорів у 2022 році, де забив сім голів у семи іграх і голосуванням вболівальників був визнаний «Гравцем турніру» після того, як «Палмейрас» здобув перемогу в цьому турнірі. Після турніру він привернув увагу міжнародних ЗМІ та великих європейських клубів.
Дебют Ендріка на професійному рівні відбувся 6 жовтня 2022 року, він вийшов на заміну в другому таймі матчу, в якому «Палмейрас» переміг «Корітібу» в Серії А (4:0). У віці 16 років, двох місяців і 16 днів Ендрік став наймолодшим гравцем, який коли-небудь виступав за «Палмейрас». Він забив свої перші два голи 25 жовтня у матчі проти «Атлетіко Паранаенсе», в якому «Палмейрас» виграв з рахунком 3:1, ставши другим наймолодшим бомбардиром в історії першого дивізіону чемпіонату Бразилії після Тоніньо де Матоса.

### Реал Мадрид
15 грудня 2022 року «Палмейрас» і Реал (Мадрид) уклали угоду про продаж Ендріка за 72 мільйони британських фунтів (включаючи бонуси).
19 липня 2024 року сторони оформили шестирічну угоду. 27 липня Ендріка представили як нового гравця «вершкових» на «Сантьяго Бернабеу».

## Стиль гри
Феліпе, форвард-лівша з хорошим ударом, який може зіграти як в центрі так і на фланзі, його можна порівняти з бразильськими нападниками Роналду та Ромаріу. Коли його попросили описати його стиль гри, він сказав: «Я завжди буду боротися. Я буду наполегливим і битимусь до останньої хвилини, доки я в грі. Я ніколи не здаюся, я тисну на захисників, я бігаю більше, ніж будь-хто інший на полі». Його кумир відомий бразильський форвард Роналдінью. Ендріка вважають одним із найкращих футболістів Бразилії.

## Титули

### Клубні
Палмейрас
- Кубок Сан-Паулу з футболу серед юніорів : 2022 [23]
- Чемпіонат Бразилії до 20 років : 2022 [23]
- Кубок Бразилії до 17 років : 2022 [23]
- Чемпіон Бразилії : 2022
- Володар Суперкубка Бразилії: 2023

Реал Мадрид
- Міжконтинентальний кубок ФІФА (1): 2024

### За збірні
Бразилія U16
- Турнір Монтейгу : 2022

### Особисті
- Найкращий новачок Серії А Чемпіонату Бразилії : 2022

## Зовнішні посилання
- Ендрік Феліпе на oGol.com.br
- Профіль футболіста на сайті soccerway.com (англ.) (нім.)